# Centromerus crinitus
Centromerus crinitus är en spindelart som beskrevs av Rosca 1935. Centromerus crinitus ingår i släktet Centromerus och familjen täckvävarspindlar.
Artens utbredningsområde är Rumänien. Inga underarter finns listade i Catalogue of Life.